# André Benoit (Eishockeyspieler)
André Benoit (* 6. Januar 1984 in St. Albert, Ontario) ist ein ehemaliger kanadischer Eishockeyspieler, der im Verlauf seiner aktiven Karriere zwischen 2000 und 2018 unter anderem 193 Spiele für die  Ottawa Senators, Colorado Avalanche, Buffalo Sabres und St. Louis Blues in der National Hockey League auf der Position des Verteidigers bestritten hat. Den Großteil seiner Laufbahn verbrachte Benoit jedoch in der American Hockey League, wo er über 500 Spiele bestritt und im Jahr 2007 mit den Hamilton Bulldogs sowie 2011 mit den Binghamton Senators den Calder Cup gewann.

## Karriere

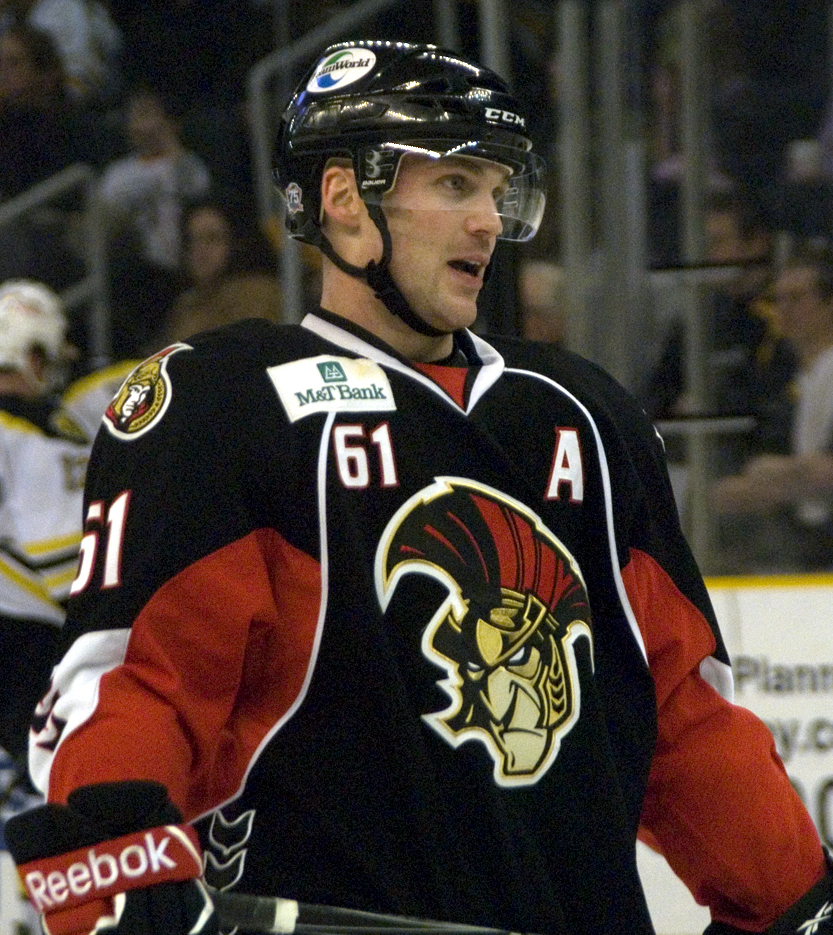
Benoit als Assistenzkapitän der Binghamton Senators

André Benoit begann seine Karriere als Eishockeyspieler bei den Kitchener Rangers, für die er von 2000 bis 2005 in der kanadischen Juniorenliga Ontario Hockey League aktiv war. Mit der Mannschaft gewann er 2003 zunächst den J. Ross Robertson Cup, den Meistertitel der OHL, sowie anschließend den Memorial Cup, das Finalturnier der Canadian Hockey League. In der Saison 2003/04 erhielt er die William Hanley Trophy als fairster Spieler der OHL und in der Saison 2004/05 die Leo Lalonde Memorial Trophy als bester Spieler über 20 Jahren. Von 2005 bis 2007 spielte der Verteidiger für die Hamilton Bulldogs in der American Hockey League und gewann mit der Mannschaft in der Saison 2006/07 mit der Mannschaft den Calder Cup. Anschließend verbrachte er je eine Spielzeit bei Tappara Tampere in der finnischen SM-liiga und Södertälje SK in der schwedischen Elitserien. In der Saison 2009/10 lief er erneut für die Hamilton Bulldogs in der AHL auf.
Am 6. August 2010 erhielt Benoit einen Vertrag als Free Agent bei den Ottawa Senators, für die er in der National Hockey League in acht Spielen ein Tor vorbereitete. Den Großteil der Saison 2010/11 verbrachte er allerdings bei Ottawas Farmteam Binghamton Senators in der AHL und gewann mit der Mannschaft den Calder Cup. Er selbst trug als bester Vorlagengeber der Playoffs maßgeblich zum Titelgewinn bei und wurde zudem in das Second All-Star Team der Liga gewählt. Zur Saison 2011/12 wurde der Kanadier vom HK Spartak Moskau aus der Kontinentalen Hockey-Liga verpflichtet. Ein Jahr später kehrte er zu den Ottawa Senators zurück, bei denen er einen Einjahresvertrag erhielt.
Im Juli 2013 unterzeichnete Benoit einen Einjahresvertrag bei der Colorado Avalanche, ehe er sich, ebenfalls für ein Jahr, im Juli 2014 den Buffalo Sabres anschloss. Im Anschluss verpflichteten ihn die St. Louis Blues im Juli 2015. Nach der Saison 2015/16 entschloss sich Benoit zu einem erneuten Wechsel nach Schweden und unterzeichnete einen Vertrag bei den Malmö Redhawks. Nach einem Jahr in Schweden kehrte der Verteidiger in die NHL zurück, als er sich im Juli 2017 den Columbus Blue Jackets anschloss. Diese setzten ihn ausschließlich bei ihrem AHL-Farmteam ein, den Cleveland Monsters, bis er im Februar 2018 auf Leihbasis bis zum Saisonende an die Bridgeport Sound Tigers abgegeben wurde. Am Ende der Saison 2017/18 wurde sein auslaufender Vertrag in Columbus nicht verlängert.

### International
Für Kanada nahm Benoit an der U18-Junioren-Weltmeisterschaft 2002 teil. In acht Spielen erzielte er dabei ein Tor und drei Vorlagen.

## Erfolge und Auszeichnungen
| - 2003 J.-Ross-Robertson-Cup-Gewinn mit den Kitchener Rangers - 2003 Memorial-Cup-Gewinn mit den Kitchener Rangers - 2004 William Hanley Trophy - 2005 Leo Lalonde Memorial Trophy - 2007 Calder-Cup-Gewinn mit den Hamilton Bulldogs | - 2011 Calder-Cup-Gewinn mit den Binghamton Senators - 2011 AHL Second All-Star Team - 2011 Bester Vorlagengeber der Calder-Cup-Playoffs - 2016 Teilnahme am AHL All-Star Classic |

## Karrierestatistik

### International
Vertrat Kanada bei:
- U18-Junioren-Weltmeisterschaft 2002

(Legende zur Spielerstatistik: Sp oder GP = absolvierte Spiele; T oder G = erzielte Tore; V oder A = erzielte Assists; Pkt oder Pts = erzielte Scorerpunkte; SM oder PIM = erhaltene Strafminuten; +/− = Plus/Minus-Bilanz; PP = erzielte Überzahltore; SH = erzielte Unterzahltore; GW = erzielte Siegtore; 1 Play-downs/Relegation; Kursiv: Statistik nicht vollständig)